# Gare de Charleston (Caroline du Sud)
La gare de Charleston est une gare ferroviaire des États-Unis, située sur le territoire de la ville de North Charleston, dans l'agglomération de Charleston dans l'État de Caroline du Sud.

## Histoire
Elle est mise en service en 1956 par l'Atlantic Coast Line Railroad.

## Service des voyageurs

### Desserte
Elle est desservie par des liaisons longue-distance Amtrak:
- le Palmetto et le Silver Meteor: New York (New York)  - Savannah (Géorgie)/Miami (Floride)